# Matt Bowman
Matthew Chou Bowman, meglio noto come Matt Bowman (Chevy Chasea, 31 maggio 1991), è un giocatore di baseball statunitense, lanciatore per i Baltimore Orioles della Major League Baseball.

## Carriera

### Minor League
Bowman frequentò la St. Albans School di Washington e dopo il diploma si iscrisse alla Princeton University di Princeton. Da lì venne scelto al 13º giro del Draft amatoriale del 2012 come 410ª scelta dai New York Mets. Nello stesso anno iniziò a giocare nella New York-Penn League della classe A-breve con i Brooklyn Cyclones, chiudendo con 2 vittorie e 2 sconfitte, 2,45 di media PGL (ERA) e 3 salvezze in 12 partite di cui una da partente. Nel 2013 passò nella South Atlantic League della classe A con i Savannah Sand Gnats finendo con 4 vittorie e nessuna sconfitta, 2,64 di ERA in 5 partite tutte da partente (30,2 inning). Successivamente giocò nella Florida State League della classe A-avanzata con i St. Lucie Mets finendo con 6 vittorie e 4 sconfitte, 3,18 di ERA in 16 partite tutte da partente (96,1 inning).
Il 10 dicembre 2015, i Mets scambiarono Bowman con i St. Louis Cardinals durante il 5 rule draft.

### Major League
Bowman debuttò nella MLB il 6 aprile 2016, al PNC Park di Pittsburgh contro i Pittsburgh Pirates.
Il 2 novembre 2018, Bowman venne prelevato tra i waivers dai Cincinnati Reds.
A metà settembre del 2020, Bowman si sottopose alla Tommy John surgery, terminando la stagione senza essere apparso in nessun incontro. Divenne free agent il 16 ottobre.
Il 14 dicembre 2020, Bowman firmò un contratto di minor league biennale con i New York Yankees.